# Закон і порядок: Спеціальный корпус (сезон 1)

## Опис
Перший сезон кримінально-драматичного телесеріалу «Закон і порядок: Спеціальний корпус» це перший спін-офф серіалу «Закон і порядок» і розповідає про детективів вигаданої версії Спеціального підрозділу поліції Нью-Йорка, який займається розслідуванням злочинів сексуального характеру.
Сезон був добре сприйнятий, критики вихваляли його захоплюючі оповіді та героїв, що запам’ятовуються.

## Актори та персонажі

### Основний склад
- Крістофер Мелоні - детектив Елліот Стейблер
- Марішка Харгітей - детектив Олівія Бенсон
- Річард Белзер - детектив Джон Манч
- Мішель Герд - детектив Монік Джефріс
- Денн Флорек - капітан Дон Крейген

### Другорядний склад
- Дін Вінтерс — молодший детектив Браян Кессіді.
- Ізабель Гілліс — дружина детектива Стейблера, Кетлін.
- Одра Макдональд — доктор Одрі Джексон

## Епізоди

### Епізод 1 (Розплата)
Двоє детективів Олівія Бенсон та Елліот Стейблер, розслідують ножове поранення та кастрацію водія таксі, але дізнаються, що жертва придбала фальшиву ліцензію у в’язня на острові Райкерс. Подальше розслідування показує, що загиблий був сербським солдатом, якого звинуватили в етнічних чистках. Будучи дитиною зґвалтування, Бенсон важко відокремитися від справи після того, як усвідомлює, що жертва була ґвалтівником. Стейблер намагається утримати її від перетину межі в її спробах захистити підозрюваних, чиї дії, на її думку, були виправданими.

### Епізод 2 (Самотнє життя)
Олівія Бенсон та Елліот Стейблер, розслідують загадкову смерть дівчини, яку викинули з вікна. Детективи потрапляють до психіатра жертви і відомого телеведучого, обидва спали з нею. Незабаром з'ясовується, що вона була молодою жінкою, яка змінила своє ім'я та особу після закінчення середньої школи, щоб втекти від свого батька-насильника.

### Епізод 3 (Просто виглядай як вона)
Бенсон і Стейблер розслідують, чому шістнадцятирічна дівчина залишилася на вулиці сама після опівночі, після чого була зґвалтована і побита. Високий рівень наркотиків в її організмі спонукає їх поглянути не лише на модельне агентство, з яким дівчина підписала контракт, а й на фотографа, який контролював її останню зйомку. Огида Стейблера до всієї проблеми посилюється його занепокоєнням щодо його доньки.

### Епізод 4 (Істерія)
Бенсон і Стейблер розслідують справу про молоду жінку, яку знаходять мертвою. Її спочатку вважають повією та останньою жертвою серійного вбивці. Проте, дивлячись на її домашнє життя, вони розуміють, що жертва не відповідає шаблону та, зрештою, не пов’язана з іншими смертями. Інстинкти детектива Манча змушують команду повірити, що їхній підозрюваний — поліцейський.

### Епізод 5 (Жага до мандрів)
Бенсон і Стейблер розслідують вбивство письменника, якого знайшли оголеним, задушеним та забитим до смерті з нижньою білизною, запханою в горло. Вони спочатку підозрюють хлопця хазяйки квартири, засудженого розбещувача дітей. Але незабаром підозра повертається до хазяйки та її доньки, які здавалося, були занадто зацікавлені в тому, чим їх орендар займається своїм часом. Після того, як дізналися, що донька мала сексуальні стосунки з орендарем, все стало ще дивнішим.

### Епізод 6 (Закляття другого курсу)
Студентку знаходять зґвалтованою та вбитою в місцевому університеті, Бенсон і Стейблер звертають увагу на двох зіркових гравців баскетбольної команди. Однак університет, не бажаючи ризикувати негативним розголосом, блокує їхнє розслідування на кожному кроці. Але найгірший секрет насправді криється в одному з її вчителів.

### Епізод 7 (Дикий)
Молодого хлопчика знаходять вбитим, підозра приводить Бенсон та Стейблера до нещодавно звільненого розбещувача дітей. Хоча вони обидва ненавидять те, що чоловік робив у минулому, незабаром детективам стає очевидно, що підлітки, які спочатку спрямували їх у бік чоловіка, приховують власні тривожні таємниці.

### Епізод 8 (Переслідувач)
Тіло помічниці окружного прокурора знайшли зґвалтованим і побитим у Центральному парку. Бенсон дуже важко взяти верх над емоціями, коли вона намагається притягнути підозрюваного в зґвалтуванні місцевого ріелтора, до відповідальності. 

### Епізод 9 (Акції та БДСМ)
Фінансову експертку знаходять задушеною до смерті, Бенсон і Стейблер спочатку підозрюють або самогубство, або випадкову смерть від аутоеротичної асфіксії. Однак виявлення великої кількості прихованих діамантів веде детективів у темний світ відмивання грошей і шахрайства з цінними паперами.

### Епізод 10 (Замкнутість: Частина перша)
Бенсон робить усе можливе, щоб допомогти жертві зґвалтування, яка може описати свій напад, але не нападника. Коли детективи знову переглядають справу через кілька місяців, вони виявляють, що жінка ще менше хоче говорити про те, що сталося, оскільки вона стверджує, що пішла далі. Ситуація в команді стає незручною, коли Бенсон і Кессіді, які провели разом ніч, сперечаються, чи варто продовжувати стосунки.

### Епізод 11 (Погана кров)
Смерть молодого гея спонукає Бенсон та Стейблера підозрювати його батька-гомофоба, але коли вони починають розуміти як жила жертва, вони розуміють, що вбивця може бути ближчим, ніж вони думають. Детектив Манч намагається допомогти Бенсон знайти чоловіка, який зґвалтував її матір.

### Епізод 12 (Поема про любов)
Детективи розслідують вбивство сексуального мультимільйонера. Вони звертають увагу на довгий список коханців чоловіка. Докази на місці злочину приводять детективів до пари російських супроводжуючих, але перш ніж вони можуть допитати їх, один виявляється мертвим, а інший зізнається у вбивстві.

### Епізод 13 (Оголені)
Суддю знаходять вбитим у його машині, детективи починають вивчати його минуле та дізнаються, що він часто робив поступки у вироках для жінок, в обмін на сексуальні послуги. Детектив Кессіді переходить до відділу наркотиків, відчуваючи, що не може впоратися зі справами спеціального корпусу, залишаючи Манча без напарника.

### Епізод 14 (Обмеження)
На прохання жертви, комісар поліції приходить до Крейгена з особливим проханням: знайти чоловіка, який зґвалтував трьох жінок майже п'ять років тому, до того як закінчиться термін давності. Детективи нарешті знаходять слід, коли розуміють, що одна з жертв знає ґвалтівника, але вона не хоче говорити. Після від'їзду Кессіді, Манч співпрацює з Джеффріс.

### Епізод 15 (Мають право)
Під час розслідування вбивства продавця тренажерів, детективи звертають увагу на відому родину з глибокими зв’язками. Але коли вони об’єднують зусилля з офіцерами з 27-ї дільниці, вони розуміють, що їхня справа пов’язана з давно нерозкритою справою, якою Бріско колись займався багато років тому зі своїм колишнім партнером, детективом Майком Логаном.

### Епізод 16 (Третій)
Літню жінку знайшли зв’язаною та зґвалтованою у своїй квартирі, і спочатку підозрюють молодих людей, які вдерлися до її будинку та пограбували її. Але потім вони дізнаються, що в квартирі був ще хтось. Вони пропонують угоду грабіжникам, але це залишає детективів з новою справою - чи була людина, яка зґвалтувала жінку, розумово відсталою.

### Епізод 17 (Шахрай)
Після того, як вагітну невістку відомого правого християнського лідера знайшли вбитою в її готельному номері, детективи розслідують низку крадіжок зі зламом у готелях, щоб виявити, що її подружня зрада (і ймовірний батько її дитини) стало причиною її смерті.

### Епізод 18 (Чат)
Коли дівчина-підліток заходить у відділок, щоб розповісти детективам, що її зґвалтував чоловік, з яким вона познайомилася в Інтернеті, детективи організовують спеціальну операцію. Зрештою вони знаходять щось, коли Манч прикидається дитиною в чаті для спілкування.

### Епізод 19 (Контакт)
Після того, як за шість місяців нападник зґвалтував сім молодих жінок у метро, детективи викликали психіатра, щоб допомогти команді проникнути в голову злочинця. Усі семеро жертв вказують на нього на опізнанні, а також дізнються, що він вкрав їхні водійські посвідчення і знає де вони живуть. Згодом детективи виявляють, що він володіє водійськими правами нової жертви, яка могла б його вбити.

### Епізод 20 (Каяття)
Телевізійна репортерка відмовляється зам'яти своє зґвалтування, і розповідає про свій досвід в ефірі, що призвело до арешту молодого чоловіка, якого команда вважає відповідальним. У ході розслідування справа надзвичайно вплинула на Манча та Джеффріс, хоча й по-різному.

### Епізод 21 (Ноктюрн)
Бенсон і Стейблер заарештовують викладача фортепіано за розбещення дитини. Після того, як хлопець стверджує, що бачив інші фотографії хлопчиків у будинку вчителя, детективи отримують ордер і виявляють серію відеозаписів, які документують життя хлопчика на ім’я Еван. Сподіваючись, що він може допомогти їхній справі, команда шукає його, але розуміє, що його свідчення зовсім не допоможуть, оскільки Еван постраждав набагато глибше, ніж вони уявляли.

### Епізод 22 (Раби)
Після того, як місцевий продавець приносить детективам записку про допомогу, детективи намагаються знайти молоду румунку на ім’я Ілена, про яку родичі нічого не чули вже кілька місяців. Зрештою команда знаходить її нянею в домі Морроу, успішної пари, яка приховує жахливу таємницю. Судовий психолог аналізує групу та повідомляє Крейгену про тривожні висновки, пропонуючи негайно вилучити одного з детективів із команди.